# Teratornithidae
Teratornithidae  eram aves de rapina da ordem Accipitriformes (ou cathartiformes) de grande porte, que viveram na América do Norte e América do Sul a partir do Mioceno ao Pleistoceno. Elas estão relacionadas com o condor, mas pertencem a uma família diferente. Elas incluem algumas das maiores aves voadoras conhecidas. Até o momento, quatro espécies foram identificadas:
- Teratornis merriami (Miller, 1909). Esta é de longe a espécie mais conhecida. Mais de cem exemplares foram encontrados, principalmente a partir de La Brea. Ele tinha cerca de 75 cm (29,5 in) de altura com uma envergadura estimada de talvez 3,5-3,8 metros (11,5 a 12.5 ft), e pesava cerca de 15 kg (33 lb)[2]; fazendo-o ligeiramente maior do que condores existentes. Foi extinto no final do Pleistoceno, a cerca de 10 000 anos atrás.
- Aiolornis incredibilis (Howard, 1952), anteriormente conhecido como Teratornis incredibilis. Essa espécie é relativamente pouco conhecida, achados de Nevada e Califórnia incluem vários ossos da asa e parte do bico. Eles mostram notável semelhança com merriami mas são uniformemente cerca de 40% maior: isso se traduziria em uma massa de até 23 kg (50 libras) e uma envergadura de cerca de 5,5 metros (18,04 m) para incredibilis. Os achados são datados a partir do Plioceno ao final do Pleistoceno, o que é uma difusão cronológica considerável e, portanto, é incerto se eles realmente representam a mesma espécie.
- Cathartornis gracilis (Miller, 1910). Essa espécie é conhecida apenas de um par de ossos da perna encontrada a partir do poço de piche La Brea. Em comparação com T. merriami, continua a ser ligeiramente mais curto e mais fino de forma clara, indicando uma construção mais frácil.
- Argentavis magnificens (Campbell & Tonni, 1980). Um esqueleto parcial deste teratorn enorme foi encontrado a partir de La Pampa, na Argentina. É o maior pássaro voador conhecido. É o mais antigo teratorn conhecido, datado do final do Mioceno, cerca de 6 a 8 milhões de anos atrás, e um dos poucos teratorn encontrados na América do Sul. A descoberta inicial incluiu partes do crânio, úmero incompleto e vários outros ossos da asa. Estimativas conservadoras estimam a sua envergadura de 6 metros para mais (cerca de 20 pés), e ela pode ter muito bem sido de 8 metros (26 ft)[3]. O peso das aves foi estimado de ter sido em torno de 80 kg (176 lb)[4].O peso estimado e área de asa rivalizam com o dos maiores pterossauros.

Outra forma, "Teratornis olsoni", foi descrita como existente no Pleistoceno de Cuba, mas as suas afinidades não estão completamente resolvidas, e pode não ter sido realmente uma teratornis. Existem também fósseis não-descritos do sudoeste do Equador, mas além destas formas, os teratorns estavam restritos à América do Norte (Campbell & Tonni, 1983).
Alguns criptozoologistas como, por exemplo, Ken Gerhard, manifestaram interesse em Teratornis como uma possível explicação anedótica de avistamentos de pássaros muito grandes no Texas e Illinois e popularmente conhecidos como Thunderbirds (em português:  pássaro do trovão).